# Macrostylis spiniceps
Macrostylis spiniceps là một loài chân đều trong họ Macrostylidae. Loài này được Barnard miêu tả khoa học năm 1920.